# Prodrive
Prodrive Ltd. ist eine britische Holding, die sowohl im Motorsport tätig ist als auch Ingenieurdienstleistungen anbietet. Das Unternehmen mit Sitz in Banbury entwirft und entwickelt Sportwagen für Hersteller wie Subaru und Aston Martin. Des Weiteren betreibt Prodrive Rennställe in verschiedenen Serien. Die Entwicklungsabteilung in Warwick bietet Design- und Entwicklungsberatung für verschiedene Automobilhersteller.
Prodrive ist hauptsächlich für die Erfolge des Subaru World Rally Teams in der Rallye-Weltmeisterschaft bekannt. Ab der Saison 2011 startet das Mini-WRC-Team mit einem von Prodrive aufgebauten und unterstützten Mini WRC. Bei der Rallye Deutschland 2011 belegte der Werksfahrer Dani Sordo den dritten Gesamtrang. Neben der britischen Heimat betreibt Prodrive Aktivitäten in Detroit und Kalifornien in den Vereinigten Staaten, Thailand, China und Australien. 2007 übernahm ein von David Richards und Prodrive geleitetes Konsortium den Sportwagenhersteller Aston Martin. Mit dem eigenen Team Prodrive F1 wollte Prodrive zudem in der Formel-1-Weltmeisterschaft 2008 starten, wurde jedoch von der FIA abgelehnt.

## Geschichte
1984 gründeten David Richards und Ian Parry die Firma Prodrive, ausgehend von ihren gemeinsamen Geschäftstätigkeiten im Bereich der Rennsportvermarktung und -beratung. Das erste von Prodrive betriebene Rennsportteam war das Rothmans Porsche Rallye-Team, das im ersten Jahr seines Bestehens die Middle East Rally Championship gewann und den zweiten Platz in der Rallye-Europameisterschaft belegte. Nach weiteren Erfolgen im Rallyebereich mit Porsche, MG und BMW, expandierte Prodrive 1987 auch in die Tourenwagen-Sparte. Das BMW-M3-Team wurde 1988 Gesamtsieger der British Touring Car Championship (BTCC) und in den folgenden beiden Jahren Klassensieger. Seitdem engagierte sich Prodrive fast durchgehend im Tourenwagensport, mit Teams für Alfa Romeo, Honda und Ford in der BTCC und für Volvo in der Tourenwagen-Europameisterschaft.
1990 begann die erfolgreiche Partnerschaft zwischen Prodrive und dem Subaru World Rally Team, 1991 wurde der Schotte Colin McRae zum ersten Mal mit diesem Team britischer Rallye-Meister. Im selben Jahr gründete die Firma eine Ingenieursabteilung, um Entwicklungen an andere Rennsportteams und Automobilhersteller verkaufen zu können. McRae wiederholte seinen Erfolg 1992 und gewann mit einem Subaru Impreza 1995 die Rallye-Weltmeisterschaft.
1999 kaufte das Investmentunternehmen Apax Partners Anteile von 49 % und ermöglichte Prodrive Ltd. so einen großen finanziellen Rahmen für deren Expansionspläne. Im folgenden Jahr zog das Unternehmen auf ein neues Firmengelände mit eigener Teststrecke in der Nähe von Warwick. Des Weiteren wurde in diesem Jahr der fünfte Konstrukteurstitel in der BTCC und der dritte Konstrukteurstitel in der WTCC gewonnen. 2001 expandierte Prodrive in die GT-Rennwagenklasse, mit der in Eigenregie konstruierten Rennversion des Ferrari 550 Maranello nahm Prodrive an der FIA-GT-Meisterschaft teil. Ebenfalls in diesem Jahr wurde das Traditionsunternehmen Tickford übernommen.
2002 erweiterte Prodrive die Ingenieursabteilung durch die Eröffnung einer Niederlassung in Deutschland und die Gründung von Prodrive USA. Im selben Jahr wurde der Name des Joint-Ventures zwischen Prodrive und Ford Australia in Ford Performance Vehicles geändert. Außerdem ging Prodrive in diesem Jahr zum ersten Mal beim 24-Stunden-Rennen von Le Mans an den Start. Der Prodrive Ferrari erreichte die Pole-Position in der GTS-Klasse und beendete das Rennen nicht, gewann jedoch im folgenden Jahr. Ebenfalls 2003 vereinbarten Prodrive und Aston Martin ihre Zusammenarbeit bei der Konstruktion einer GT1-Rennversion des DB9 und den Aufbau eines Rennstalls. Das ab 2001 von Prodrive geleitete Formel-1-Team B.A.R. verzeichnete 2004 die ersten Podiumsplätze mit den Fahrern Jenson Button und Takuma Satō sowie den dritten Platz in der Konstrukteurswertung.
2005 debütierte der Aston Martin DBR9 siegreich beim 12-Stunden-Rennen von Sebring, bei den 24 Stunden von Le Mans wurde der dritte Platz erzielt werden. Im Frühjahr 2006 stellte Prodrive das Konzeptfahrzeug Prodrive P2 vor und unterzeichnete eine Partnerschaftsvereinbarung mit Carver Europe zur Konstruktion und Produktion des Fahrzeugs Carver One. Im selben Jahr wurde Prodrive F1, nach langjährigen Bemühungen zunächst als 12. Team für die Formel-1-Weltmeisterschaft 2008 bestätigt, letztendlich jedoch nicht für die Saison zugelassen. Neben Erfolgen in der GT-Klasse und der V8 Supercar begann Prodrive 2006 mit der Produktion des Vandenbrink Carver und ging mit dem Aston Martin Rally GT, dem ersten Aston-Martin-Rallyefahrzeug nach über 50 Jahren, bei Straßenrallyes an den Start. 2007 erreichte mit dem DBR9 zum ersten Mal seit 1959 ein Aston Martin einen Klassensieg in Le Mans; im gleichen Jahr übernahm ein Konsortium um David Richards die Firma Aston Martin von Ford. 2008 wiederholte Prodrive den Erfolg in der GT1-Serie und entwickelte für Alfa Romeo eine limitierte Sportversion des Brera. Im gleichen Jahr kaufte die kuwaitische The Investment Dar Company (TID) einen Aktienanteil von 40 %. Im Folgejahr setzte Prodrive zusammen mit Lola und Charouz Racing System Aston Martins erstes Sportwagenprojekt seit dem Nimrod NRA/C2 um. Der Lola-Aston Martin LMP1 genannte Wagen lief sowohl in der Le Mans Series, als auch beim 24-Stunden-Rennen von Le Mans. Während der Le-Mans-Prototyp in der Le-Mans-Series-Saison 2009 den Titel in der Fahrer- und Teammeisterschaft einfuhr, erreichte der LMP1 in Le Mans mit dem vierten Gesamtrang das beste Ergebnis eines Fahrzeugs mit Benzinmotor.